# Campanularia denticulata
Campanularia denticulata is een hydroïdpoliep uit de familie Campanulariidae. De poliep komt uit het geslacht Campanularia. Campanularia denticulata werd in 1877 voor het eerst wetenschappelijk beschreven door Clark. 